# کیم زونگ-بوک
کیم زونگ-بوک (انگلیسی: Kim Zung-bok؛ زادهٔ ۱۷ ژوئیهٔ ۱۹۴۵) بازیکن والیبال اهل کره شمالی است.